# Westdeutscher Pokal
Der Westdeutsche Pokal war ein Pokalwettbewerb im Westdeutschen Fußballverband, der von der Saison 1949/50 bis zur Saison 1973/74 ausgespielt wurde. Die besten Mannschaften qualifizierten sich dann für die darauffolgende Saison des DFB-Pokals. Bereits in den Spielzeiten 1931/32 und 1932/33 gab es einen vom Westdeutschen Spiel-Verband ausgetragenen westdeutschen Verbandspokal.
In den Jahren 1954 bis 1960 nahm nur der Westdeutsche Pokalsieger am DFB-Pokal teil. In der Saison 1954/55 gab es keinen Wettbewerb. Ab 1960/61 fand kein Finale mehr statt. Stattdessen wurde der Verein Westdeutscher Pokalsieger, welcher im DFB-Pokal die beste Platzierung erreichte. Mit Einführung der Bundesliga war der Westdeutsche Pokal ab der Saison 1965/66 nur noch für Vereine unterhalb der Bundesliga bestimmt.
In der Saison 1973/74 fand der letzte Westdeutsche Pokalwettbewerb statt. Seit Einführung der 2. Bundesliga zur Saison 1974/75 sind die Mannschaften der ersten beiden Ligen direkt für den DFB-Pokal qualifiziert. Seitdem werden die Amateurvertreter über die Verbandspokalwettbewerbe ausgespielt.

## Pokalsieger
- 1949/50: Rot-Weiß Oberhausen (3:0 gegen Preussen Krefeld)[2]
- 1950/51: Sportfreunde Wanne-Eickel (5:4 n. V. gegen den Hombrucher FV 09)[3]
- 1951/52: Rot-Weiss Essen (kein Endspiel)

Qualifikation für den DFB-Pokal:
- 1952/53: 1. FC Köln (2:0 gegen Rot-Weiss Essen)
- 1953/54: FC Schalke 04 (kein Endspiel)
- 1954/55: nicht ausgetragen
- 1955/56: Fortuna Düsseldorf (4:2 gegen Rot-Weiss Essen)
- 1956/57: Fortuna Düsseldorf (2:1 gegen Wuppertaler SV)
- 1957/58: Fortuna Düsseldorf (4:1 gegen 1. FC Köln)
- 1958/59: Schwarz-Weiß Essen (3:2 gegen Westfalia Herne)
- 1959/60: Borussia Mönchengladbach (3:1 gegen 1. FC Köln)

nach Platzierung im DFB-Pokal:
- 1960/61: Hamborn 07 (kein Endspiel)
- 1961/62: Fortuna Düsseldorf (kein Endspiel)
- 1962/63: Borussia Dortmund (kein Endspiel)
- 1963/64: 1. FC Köln (3:0 gegen FC Schalke 04)[4]
- 1964/65: Borussia Dortmund (kein Endspiel)

ohne Bundesliga:
- 1965/66: Arminia Bielefeld (3:2 gegen Alemannia Aachen)
- 1966/67: Alemannia Aachen (2:1 gegen Schwarz-Weiß Essen)
- 1967/68: VfL Bochum (kein Endspiel)
- 1968/69: Preußen Münster (kein Endspiel)
- 1969/70: Wuppertaler SV (kein Endspiel)
- 1970/71: Fortuna Düsseldorf (kein Endspiel)
- 1971/72: Wuppertaler SV (kein Endspiel)
- 1972/73: Rot-Weiss Essen (kein Endspiel)
- 1973/74: Arminia Bielefeld (2:1 gegen Borussia Dortmund)

## Rangliste
| Rang | Verein                    | Siege | Jahr                         |
| ---- | ------------------------- | ----- | ---------------------------- |
| 1    | Fortuna Düsseldorf        | 5     | 1956, 1957, 1958, 1962, 1971 |
| 2    | 1. FC Köln                | 2     | 1953, 1964                   |
| 2    | Borussia Dortmund         | 2     | 1963, 1965                   |
| 2    | Arminia Bielefeld         | 2     | 1966, 1974                   |
| 2    | Wuppertaler SV            | 2     | 1970, 1972                   |
| 2    | Rot-Weiss Essen           | 2     | 1952, 1973                   |
| 8    | FC Schalke 04             | 1     | 1954                         |
| 8    | Rot-Weiß Oberhausen       | 1     | 1950                         |
| 8    | Borussia Mönchengladbach  | 1     | 1960                         |
| 8    | VfL Bochum                | 1     | 1968                         |
| 8    | Schwarz-Weiß Essen        | 1     | 1959                         |
| 8    | Preußen Münster           | 1     | 1969                         |
| 8    | Alemannia Aachen          | 1     | 1967                         |
| 8    | Hamborn 07                | 1     | 1961                         |
| 8    | Sportfreunde Wanne-Eickel | 1     | 1951                         |